# Mistrzostwa Świata w Kolarstwie Szosowym 2023 – jazda indywidualna na czas kobiet
Mistrzostwa Świata w Kolarstwie Szosowym 2023 – jazda indywidualna na czas kobiet – konkurencja jazdy indywidualnej na czas elity kobiet w ramach Mistrzostw Świata w Kolarstwie Szosowym 2023, która rozegrana została 10 sierpnia 2023 na liczącej ponad 36 kilometrów trasie wokół miasta Stirling.

## Uczestnicy

### Kwalifikacje
W przypadku jazdy indywidualnej na czas kobiet każda reprezentacja miała możliwość wystawienia maksymalnie 2 kolarek. Dodatkowo imienne prawo startu, nie wliczane do limitu 2 zawodniczek na kraj, otrzymały aktualne mistrzynie: świata (Ellen van Dijk) oraz poszczególnych kontynentów (Afryki – Aurelie Halbwachs, panamerykańska – Amber Neben, Azji – Olga Zabielinska oraz Oceanii – Georgia Perry).

### Reprezentacje
| Unknown team category |
|                       |

### Lista startowa
Na liście startowej jazdy indywidualnej na czas kobiet znalazło się 86 kolarek z 55 reprezentacji.

## Klasyfikacja generalna
| \| Klasyfikacja generalna \| Klasyfikacja generalna \| Klasyfikacja generalna \| Klasyfikacja generalna \| Klasyfikacja generalna \| \| Kolarka \| Kolarka \| Państwo \| Drużyna \| Czas \| \| ---------------------- \| ------------------------ \| ---------------------- \| ---------------------- \| ---------------------- \| \| 1. \| Chloé Dygert \| Stany Zjednoczone \| Stany Zjednoczone \| 46' 59" \| \| 2. \| Grace Brown \| Australia \| Australia \| + 5" \| \| 3. \| Christina Schweinberger \| Austria \| Austria \| + 1' 12" \| \| 4. \| Anna Henderson \| Wielka Brytania \| Wielka Brytania \| + 1' 15" \| \| 5. \| Juliette Labous \| Francja \| Francja \| + 1' 22" \| \| 6. \| Demi Vollering \| Holandia \| Holandia \| + 1' 27" \| \| 7. \| Agnieszka Skalniak-Sójka \| Polska \| Polska \| + 1' 38" \| \| 8. \| Amber Neben \| Stany Zjednoczone \| Stany Zjednoczone \| + 1' 51" \| \| 9. \| Riejanne Markus \| Holandia \| Holandia \| + 2' 07" \| \| 10. \| Georgie Howe \| Australia \| Australia \| + 2' 26" \| |                          |                   |                   |          |
| |                          |                   |                   |          |
| |                          |                   |                   |          |
| Klasyfikacja generalna |                          |                   |                   |          |
| Kolarka | Kolarka                  | Państwo           | Drużyna           | Czas     |
| 1. | Chloé Dygert             | Stany Zjednoczone | Stany Zjednoczone | 46' 59"  |
| 2. | Grace Brown              | Australia         | Australia         | + 5"     |
| 3. | Christina Schweinberger  | Austria           | Austria           | + 1' 12" |
| 4. | Anna Henderson           | Wielka Brytania   | Wielka Brytania   | + 1' 15" |
| 5. | Juliette Labous          | Francja           | Francja           | + 1' 22" |
| 6. | Demi Vollering           | Holandia          | Holandia          | + 1' 27" |
| 7. | Agnieszka Skalniak-Sójka | Polska            | Polska            | + 1' 38" |
| 8. | Amber Neben              | Stany Zjednoczone | Stany Zjednoczone | + 1' 51" |
| 9. | Riejanne Markus          | Holandia          | Holandia          | + 2' 07" |
| 10. | Georgie Howe             | Australia         | Australia         | + 2' 26" |